# Montserrat Oliver
Montserrat Lourdes Socorro Oliver Grimau (Monterrey, Nuevo León, 13 de abril de 1966) es una modelo, empresaria, actriz, productora y presentadora de televisión mexicana. 

## Biografía

### Carrera en medios de comunicación
Su primer papel fue, a principios de los años 90,  en un comercial de televisión del brandy mexicano de nombre "Brandy Presidente", de la productora de vinos "Casa Pedro Domecq. Este comercial dio  un importante impulso a su carrera de modelo.
Montserrat ha participado con Televisa Deportes cubriendo los Juegos Olímpicos de Pekín 2008 y en Londres 2012. También ha cubierto los Mundiales de Fútbol en desde Sudáfrica 2010.
En 2018 conduce el reality de Televisa, "Reto 4 elementos", y desde el 2007, junto a Yolanda Andrade conducen en horario estelar Mojoe, desde el 2018 Montse y Joe, por Unicable.

## Televisión

### Actriz
- Palabra de mujer (2007–2008) - Montserrat
- La madrastra (2005) - Patricia de Ibáñez
- Mujeres 2005 (Serie) (Pamela)
- Sin pecado concebido (2001) - Montserrat España
- Ramona (2000) - Doris
- Rosa Salvaje (1987) - Invitada en la fiesta de los Linares

### Productora
- Las Hijas de la Madre Tierra 2000 (TV series)

### Conductora para TV y otros trabajos
- Premios tvynovelas 2019 (conductora)
- Montse y Joe; 2018 - presente  (Conductora)

- Reto 4 Elementos; 2018 - presente (Conductora)[4]
- Mojoe; 2007-2018 (TV series) (Conductora)
- Otro rollo... Historia en diez; 2005 (Película)
- Otro rollo con: Adal Ramones; 2005 (Serie)
- El show de Cristina; 2004 (Serie)
- Rebelde; 2004 (Serie)
- 100 mexicanos dijeron,  Televisa Deportes vs Los Comediantes; 2004 (Serie)
- Big Brother VIP 3; 2004 (Serie)
- Big Brother VIP: México Gran final del Circo de Big Brother VIP and Final 2004/1 y La guerra; 2004 (Serie)
- Hoy; 2004 (Serie)
- Gran musical (2003)
- Clase 406; 2002 (Serie)
- MTV Video Music Awards Latinoamérica 2002; 2002 (TV Especial) (Presentadora)
- La Hora Pico; 2001 (Invitada)
- Video musical: "Quisiera" de Alejandro Fernández; 2000 (Modelo)
- Las hijas de la madre tierra; 2000 (Serie) (Conductora)
- Hacer y Deshacer 1997 (Serie) (Conductora)
- Video musical "Baño de Mujeres" - Mijares; 1989 (Modelo)